# Apogonia takakuwai
Apogonia takakuwai är en skalbaggsart som beskrevs av Kobayashi 2010. Apogonia takakuwai ingår i släktet Apogonia och familjen Melolonthidae. Inga underarter finns listade i Catalogue of Life.